# Ján Šebík
Ján Šebík (4. května 1923 – 1998) byl slovenský a československý politik Komunistické strany Slovenska a poúnorový poslanec Národního shromáždění ČSR a Národního shromáždění ČSSR, po několik let též primátor Bratislavy.

## Biografie
Ve volbách roku 1954 byl zvolen za KSS do Národního shromáždění ve volebním obvodu Senica. Mandát získal znovu za KSS ve volbách v roce 1960 (nyní již jako poslanec Národního shromáždění ČSSR za Západoslovenský kraj). V parlamentu setrval až do konce funkčního období, tedy do voleb roku 1964.
K roku 1954 se profesně uvádí jako ředitel národního podniku Slovenský hedváb ve městě Senica. Byl mu udělen Řád práce.
V letech 1954–1962 se uvádí jako člen Ústředního výboru Komunistické strany Slovenska. X. sjezd KSČ ho zvolil za člena Ústředního výboru Komunistické strany Československa. XI. sjezd KSČ ho ve funkci potvrdil. V letech 1957–1961 zastával i post primátora Bratislavy (předseda Ústředního národního výboru).